# Episodi di Law & Order: LA
La prima e unica stagione della serie televisiva Law & Order: LA è stata trasmessa in prima visione assoluta negli Stati Uniti d'America da NBC dal 29 settembre 2010 all'11 luglio 2011. Dopo la consueta pausa invernale, la serie avrebbe dovuto riprendere la messa in onda l'8 febbraio 2011, ma degli importanti cambiamenti nel cast (dal quale sono usciti Skeet Ulrich, Regina Hall e Megan Boone) hanno fatto slittare la ripresa della programmazione di due mesi, posticipandola all'11 aprile 2011.
In Italia la stagione è stata trasmessa in prima visione dal canale pay Premium Crime, della piattaforma Mediaset Premium, dal 1º luglio 2011 al 6 gennaio 2012; la rete ha inizialmente trasmesso i primi 10 episodi fino al 29 luglio 2011, mentre i restanti 12 episodi sono stati trasmessi dal 2 dicembre 2011 al 6 gennaio 2012. In chiaro è invece trasmessa da Rete 4 dal 15 settembre 2012, la quale ha interrotto la trasmissione il 24 novembre dopo il quindicesimo episodio per gli scarsi ascolti ottenuti. La serie è successivamente tornata integralmente in onda (con un ordine di trasmissione diverso degli episodi) in prima serata sul canale TOP Crime dal 7 settembre al 16 novembre 2013.
| nº | Titolo originale | Titolo italiano              | Prima TV USA      | Prima TV Italia  |
| -- | ---------------- | ---------------------------- | ----------------- | ---------------- |
| 1  | Hollywood        | Hollywood                    | 29 settembre 2010 | 1º luglio 2011   |
| 2  | Echo Park        | Chi ha ucciso Baby Jane?     | 6 ottobre 2010    | 1º luglio 2011   |
| 3  | Harbor City      | Harbor City                  | 13 ottobre 2010   | 8 luglio 2011    |
| 4  | Sylmar           | Anime innocenti              | 20 ottobre 2010   | 8 luglio 2011    |
| 5  | Pasadena         | La moglie del politico       | 3 novembre 2010   | 15 luglio 2011   |
| 6  | Hondo Field      | La piattaforma petrolifera   | 10 novembre 2010  | 15 luglio 2011   |
| 7  | Ballona Creek    | Consegnato alla giustizia    | 17 novembre 2010  | 22 luglio 2011   |
| 8  | Playa Vista      | Golf a tre                   | 1º dicembre 2010  | 22 luglio 2011   |
| 9  | Zuma Canyon      | Zuma Canyon                  | 11 aprile 2011    | 29 luglio 2011   |
| 10 | Silver Lake      | L'insospettabile             | 11 aprile 2011    | 29 luglio 2011   |
| 11 | East Pasadena    | Tangenti                     | 18 aprile 2011    | 2 dicembre 2011  |
| 12 | Benedict Canyon  | Sorelle                      | 25 aprile 2011    | 2 dicembre 2011  |
| 13 | Reseda           | La terza condanna            | 2 maggio 2011     | 9 dicembre 2011  |
| 14 | Runyon Canyon    | Omicidio a luci rosse        | 9 maggio 2011     | 9 dicembre 2011  |
| 15 | Hayden Tract     | Schizofrenia                 | 16 maggio 2011    | 16 dicembre 2011 |
| 16 | Big Rock Mesa    | Incendio doloso              | 23 maggio 2011    | 16 dicembre 2011 |
| 17 | Angel's Knoll    | Ricatto in famiglia          | 25 maggio 2011    | 23 dicembre 2011 |
| 18 | Plummer Park     | Plummer Park                 | 30 maggio 2011    | 23 dicembre 2011 |
| 19 | Carthay Circle   | Testimone scomodo            | 6 giugno 2011     | 30 dicembre 2011 |
| 20 | El Sereno        | El Sereno                    | 20 giugno 2011    | 30 dicembre 2011 |
| 21 | Van Nuys         | Il massacro della Appian Way | 27 giugno 2011    | 6 gennaio 2012   |
| 22 | Westwood         | Padri e figli                | 11 luglio 2011    | 6 gennaio 2012   |

## Hollywood
- Titolo originale: Hollywood
- Diretto da: Allen Coulter
- Scritto da: Blake Masters (sceneggiatura) e Dick Wolf (soggetto)

### Trama
I detective Winters e Jaruszalski sono chiamati a indagare quando sospettano che un'attrice locale, Chelsea Sennett, faccia parte di una banda di furti con scasso che prende di mira le case di famosi residenti di Hollywood. Scoprono che i furti sono commessi dai restanti membri di una banda mentre Chelsea accompagna il proprietario della casa fuori per la notte. Mentre seguono le piste sul coinvolgimento di Chelsea, i Sennett vengono rapinati a loro volta e la madre di Chelsea, Trudy, spara a uno degli aggressori. Quando Chelsea nega ogni coinvolgimento nei furti, appare un altro probabile sospetto. Nel frattempo, gli avvocati Morales e Price lottano per ottenere una condanna in tribunale quando si scopre che l'aggressore che Trudy ha ucciso aveva una relazione con lei in quel momento.
- Altri interpreti: Danielle Panabaker (Chelsea Sennett), Shawnee Smith (Trudy Sennett), Wyatt Russell (Sam Loomis).

## Chi ha ucciso Baby Jane?
- Titolo originale: Echo Park
- Diretto da: Alex Chapple
- Scritto da: Peter Blauner

### Trama
I detective Winters e Jaruszalski indagano quando una criminale recentemente rilasciata, Jane Lee Rayburn, viene trovata pugnalata a morte su una delle spiagge più famose di Los Angeles. Presto sospettano che la sua uccisione sia dovuta al suo ruolo in una serie di omicidi a Echo Park nel 1979. Tuttavia, quando una testimonianza della compagna di cella di Rayburn, Maura Dillon, afferma che Rayburn ha violentato Dillon durante il suo tempo in prigione, un movente più forte comincia a prendere piede. Si scopre che Dillion è stata ingiustamente condannata sei anni fa per aver ucciso i suoi figli in un incendio domestico e che durante l'interrogatorio nell'indagine originale, Casey Winters ha ingiustamente fatto pressioni sul testimone affinché facesse una confessione. Gli avvocati dell'accusa Dekker e Stanton devono vedersela con l'avvocato difensore di Dillon, che minaccia di rivelare alla giuria gli oscuri segreti di Casey.
- Altri interpreti: Nancy Youngblut (Jane Lee Rayburn), Bonnie Root (Maura Dillon), Teri Polo (Casey Winters), Jay Karnes (Jim Roman).

## Harbor City
- Titolo originale: Harbor City
- Diretto da: Nick Gomez
- Scritto da: Judith McCreary

### Trama
I detective Winters e Jaruszalski indagano quando un ex surfista professionista viene trovato assassinato nell'ufficio del suo dispensario di erbe medicinali. Presto scoprono che tre degli amici del surfista (Patrick Scott, Carlton Campbell e Logan Rudman) potrebbero essere coinvolti nell'omicidio, dopo aver scoperto che il denaro rubato dall'ufficio del dispensario si trova nel camino di Gray Campbell, il padre di Carlton. Gray, Carlton e Logan avevano tentato di condurre una campagna per impedire al pubblico di utilizzare la spiaggia dietro casa loro e che, dopo l'opposizione della gente del posto, inclusa la vittima, avevano deciso di rubare i soldi e farlo sembrare un furto con scasso. Gli avvocati Morales e Price intraprendono la mossa controversa di incriminare il gruppo in base a un oscuro statuto anti-gang, che consente loro di accusare il padre di complicità del crimine al fine di smontare il suo alibi.
- Altri interpreti: Aaron Hill (Patrick Scott), Jesse Luken (Carlton Campbell), Brandon Jones (Logan Rudman), James Morrison (Gray Campbell).

## Anime innocenti
- Titolo originale: Sylmar
- Diretto da: Constantine Makris
- Scritto da: Richard Sweren

### Trama
I detective Winters e Jaruszalski indagano quando due bambini vengono uccisi in un'esplosione in un laboratorio di metanfetamine a Sylmar. Scoprono che l'esplosione è stata il risultato di un sabotaggio, poiché qualcuno aveva messo alcol denaturato nella miscela nel tentativo di uccidere lo spacciatore. Presto scoprono che l'esplosione è stata causata da un gruppo di uomini e donne locali che si sono convertiti all'Islam radicale nel tentativo di fermare lo spaccio di droga nel loro quartiere. Tuttavia, le cose si fanno presto serie quando viene scoperto un complotto per far saltare in aria un carico all'aeroporto internazionale di Los Angeles. Sebbene l'attentato sia stato impedito, gli avvocati Dekker e Stanton devono combattere il Dipartimento di Giustizia dopo aver appreso che gli accusati devono essere processati per tradimento. Dekker deve convincere il Dipartimento della Difesa che gli imputati devono essere processati per l'omicidio dei due bambini a Los Angeles.

## La moglie del politico
- Titolo originale: Pasadena
- Diretto da: Roger Young
- Scritto da: Debra J. Fisher

### Trama
I detective Winters e Jaruszalski indagano quando una donna incinta di quattro mesi viene investita da un'auto. Apprendono che Rebecca Townley aveva una relazione con il senatore Thomas Nelson e, per evitare che sua moglie lo scoprisse, viveva con il suo dipendente, Adam Yarborough. I detective scoprono presto che la moglie di Nelson, malata gravemente di cancro, ha pagato l'ex marito di Rebecca, Robert Forrester, per uccidere Rebecca dopo aver scoperto l'inganno di suo marito.
- Altri interpreti: John Benjamin Hickey (Thomas Nelson), Rebecca Mader (Rebecca Townley), Rob Benedict (Adam Yarborough), Michael Mosley (Robert Forrester).
- Ispirato allo scandalo politico del senatore americano John Edwards, democratico del North Carolina, che ebbe una relazione extraconiugale e un figlio illegittimo con un'impiegata del suo staff.[10]

## La piattaforma petrolifera
- Titolo originale: Hondo Field
- Diretto da: Ed Bianchi
- Scritto da: Michael S. Chernuchin

### Trama
I detective Winters e Jaruszalski indagano quando un operaio di una piattaforma petrolifera viene trovato morto a pochi metri dalla costa dove stava lavorando. Presto scoprono che Valerie Roberts, la direttrice della piattaforma petrolifera, si era avvicinata alla vittima la notte della sua morte e gli aveva chiesto di uscire con lei. Presto trovano prove che affermano che l'omicidio è stato il risultato del rifiuto della Roberts da parte della vittima e del fatto che la maggior parte dei suoi colleghi maschi nutriva rancore nei suoi confronti perché era una donna. Quando Roberts assume la famosa avvocatessa Sarah Goodwin, gli avvocati Dekker e Stanton si rendono conto che devono fare il possibile per estorcere una confessione all'accusata. Tuttavia, le passate relazioni di Goodwin con Dekker iniziano presto a gettare un'ombra sul processo.
- Altri interpreti: Sprague Grayden (Valerie Roberts), Natalie Zea (Sarah Goodwin).

## Consegnato alla giustizia
- Titolo originale: Ballona Creek
- Diretto da: Vincent Misiano
- Scritto da: Richard Sweren

### Trama
I detective Winters e Jaruszalski indagano quando un addetto alla manutenzione viene trovato assassinato nel fiume che stava pulendo poche ore prima. Il caso prende presto una svolta preoccupante quando scoprono che stava indagando su una serie di otto omicidi commessi nella zona nei primi anni '90. I detective si rendono presto conto che nessuno degli omicidi è mai stato collegato e quindi un serial killer è riuscito a sfuggire alla giustizia. Tuttavia, la fortuna sembra aiutarli quando un omicidio che corrisponde al modus operandi degli omicidi originali viene commesso poche ore dopo. Il caso porta al collega dell'uomo, che vive da diversi anni sotto falsa identità e potrebbe benissimo essere l'uomo che stanno cercando. Gli avvocati Dekker e Stanton sono turbati quando il caso arriva in tribunale dopo che le accuse iniziali sono state respinte a causa di un tecnicismo relativo all'ottenimento del DNA e, come tale, l'ufficio del procuratore distrettuale deve riesaminare il loro caso da zero per ottenere una condanna.
- Ispirato agli omicidi commessi da Grim Sleeper.[11]

## Golf a tre
- Titolo originale: Playa Vista
- Diretto da: Jean de Segonzac
- Scritto da: Julie Martin

### Trama
I detective Winters e Jaruszalski indagano quando la golfista professionista Kristin Halstead viene trovata assassinata nel suo appartamento. La loro indagine porta al giocatore di golf professionista Chip Jarrow, un uomo con un noto problema di dipendenza dal sesso. Kristin aveva seguito Jarrow dopo che era stato visto con una donna che Kristin credeva fosse la sua ragazza, e che lo stava ricattando minacciando di dirlo a sua moglie. Tuttavia, dopo aver appreso che la moglie di Jarrow sa già della sua infedeltà, i detective iniziano presto a credere che Kristin stesse minacciando il figlio di Jarrow, Luke. Quando il caso arriva in tribunale, gli avvocati Dekker e Stanton scoprono che Luke ha commesso l'omicidio per ordine di sua madre, Monica.
- Altri interpreti: Marc Blucas (Chip Jarrow), Hutch Dano (Luke Jarrow), Bellamy Young (Monica).
- Ispirato dallo scandalo dell'infedeltà di Tiger Woods[12]  e dai casi di sindrome da alienazione parentale[13]. Questo è anche l'ultimo episodio in ordine cronologico con Megan Boone nel ruolo dell'avvocatessa Lauren Stanton.

## Zuma Canyon
- Titolo originale: Zuma Canyon
- Diretto da: Tom DiCillo
- Scritto da: Richard Sweren

### Trama
Una normale quinceañera si trasforma in una carneficina quando diversi uomini mascherati con bandane aprono il fuoco sulla festa. I detective Winters e Jaruszalski seguono rapidamente le piste. Durante la loro ricerca di risposte, trovano Fernando, un ragazzo indiano Yaqui di undici anni di Sonora, in Messico, che protegge acri di marijuana nello Zuma Canyon, e scoprono che è l'unico testimone che può aiutare il caso, sebbene non voglia parlare perché teme l'uomo con i "piedi di serpente" - Caesar Vargas, proprietario del campo di marijuana.
La polizia colloca Fernando nella struttura giovanile Eastlake, sotto uno pseudonimo per la sua stessa protezione. Mentre i detective iniziano ad avvicinarsi al sospetto, Winters riceve una visita a sorpresa a casa dove un'auto rallenta davanti a casa sua, appena prima che un uomo armato apra il fuoco, Winters viene colpito al fianco nel tentativo di proteggere sua figlia Lily. Mentre Casey esegue la rianimazione cardiopolmonare, il loro telefono squilla; La voce filtrata di Cesar lascia un messaggio minaccioso sulla segreteria telefonica: Winters muore in ospedale, provocando il lutto di tutti, anche dei vari agenti di polizia e membri dell'ufficio del procuratore distrettuale che erano nell'area di attesa.
Nel frattempo, l'avvocato Morales rischia di sconvolgere il governo messicano perseguendo i colpevoli. Morales chiama corrotto l'ambasciatore Ortega del consolato messicano, accusandolo di conoscere Vargas e di aver fatto trapelare informazioni sulla posizione di Fernando a Cesar Vargas, cosa che Ortega nega, anche se per tenerlo lontano dalla polizia ha detto a Morales che Caesar stava cercando asilo politico, chiedendo di essere rimpatriato. Morales in seguito affronta il procuratore distrettuale Jerry Hardin, che inizialmente aveva insistito per aspettare che Vargas tornasse in Messico per poi estradarlo formalmente.
Hardin ha segretamente chiesto al vice procuratore generale del Messico di ascoltare al telefono per convincere il console generale messicano Efraim Contreras e Ortega a trattare per bluffare Vargas facendogli credere che sarebbe andato in Messico. Invece, Jaruszalski tira fuori Cesar dal sedile posteriore di un SUV e lo arresta. Successivamente, Morales ha promesso di trasferire la famiglia di Fernando a Los Angeles, in cambio della testimonianza di Fernando; ma Bo Washburn, un rappresentante del Dipartimento di Stato, ha rifiutato la sua richiesta. Morales gli tende un'imboscata con una petizione d'urgenza per costringere il Dipartimento di Stato a concedere asilo alla famiglia di Fernando presso il tribunale federale.
Morales fa appello al giudice e alla fine Fernando si riunisce alla sua famiglia. Prima che inizi il processo e Fernando sia pronto per essere chiamato al banco dei testimoni, viene trovato in una pozza di sangue, con la gola tagliata: una donna spacciata per l'interprete assegnata a Fernando ha commesso il crimine, probabilmente assunta da Vargas. Con Fernando morto, il caso di Morales è stato archiviato e Caesar Vargas è stato rilasciato.
Morales si chiede come sembrerà l'ufficio del procuratore distrettuale se si dimette e torna nelle forze di polizia, perché il suo capo è troppo vanitoso per chiedere aiuto e assicurare alla giustizia un assassino di poliziotti. Anche se Hardin ha ribaltato la situazione, interpretando la mossa di Morales come dimissioni dopo essere stato sostituito come procuratore nel caso di Vargas, Hardin dirà che il caso aveva bisogno di un nuovo paio di occhi, e anche se ci fossero voluti 10 anni, avrebbero catturato Vargas. Più tardi, Morales mette le sue cose in una scatola; indossa un distintivo della polizia di Los Angeles e posa le sue cose su una scrivania vuota, mentre Jaruszalski sta guardando da una finestra.
- Altri interpreti: Quinton Lopez (Fernando Ramirez), Jose Pablo Cantillo (Cesar Vargas), Caitlin Carmichael (Lily Winters), Teri Polo (Casey Winters), Peter Coyote (Jerry Hardin).

## L'insospettabile
- Titolo originale: Silver Lake
- Diretto da: Christopher Misiano
- Scritto da: Peter Blauner

### Trama
I detective Morales e Jaruszalski indagano quando una donna viene brutalmente violentata e uccisa nella sua stessa casa, mentre suo marito è legato in bagno e suo figlio viene assassinato a sangue freddo. Il caso porta gli investigatori a scoprire una serie di casi simili commessi da uno stupratore seriale e, dopo una breve indagine, il loro principale sospettato emerge come il disturbato agente dei servizi segreti Ray Garson. Quando il caso arriva in tribunale, L'avvocato Dekker e la sua nuova collega Connie Rubirosa lottano per convincere il giudice a procedere al processo dopo le azioni del detective Morales in merito all'interrogatorio dell'imputato e l'esclusione di un cadavere in un caso di omicidio legato alla serie di stupri. Appeso a un filo, Dekker si rende conto che la sua unica speranza di ottenere una condanna è districarsi in una rete sicura di dettagli per catturare l'assassino in flagrante.
- Altri interpreti: Tim DeKay (Don Alvin), Jason Beghe (Raymond Garson).
- In questo episodio Alana de La Garza entra nel cast principale nel ruolo dell'avvocatessa Connie Rubirosa.

## Tangenti
- Titolo originale: East Pasadena
- Diretto da: Christopher Misiano
- Scritto da: Richard Sweren

### Trama
I detective Morales e Jaruszalski indagano quando un inseguimento in auto ad alta velocità porta alla scoperta del corpo di una donna. Presto iniziano a sospettare del fidanzato della vittima, che era diventato geloso dopo aver creduto che lei avesse una relazione con uno dei suoi colleghi. Tuttavia, divulga informazioni che portano gli investigatori a credere che la vittima si fosse imbattuta in una truffa sul suo posto di lavoro, in cui gli impiegati del consiglio comunale chiedevano 100 dollari per permessi di lavoro falsi per consentire ai commercianti di lavorare a East Pasadena. Ben presto scoprono che l'omicidio della vittima potrebbe essere per ordine di uno dei consiglieri di più alto rango al potere. Mentre la pista dell'indagine sull'omicidio scopre un'enorme corruzione nel municipio, l'efficienza del detective Morales come agente di polizia viene esaminata dopo che ha sparato a due dei sospetti cospiratori nell'omicidio della vittima. Gli avvocati Dekker e Rubirosa tentano di mantenere l'ordine mentre il caso ottiene pubblicità sui media e i cittadini iniziano a mobilitarsi in segno di protesta.

## Sorelle
- Titolo originale: Benedict Canyon
- Diretto da: Alex Chapple
- Scritto da: Michael S. Chernuchin

### Trama
I detective Morales e Jaruszalski indagano quando la stilista di successo di Hollywood Lily Walker viene colpita alla testa, mentre è seduta nella sua macchina. Le impronte digitali sulla portiera dell'auto portano a un criminale condannato che era stato rilasciato sulla parola solo tre settimane prima dell'omicidio. Gli investigatori lo rintracciano, ma quando viene affrontato dagli investigatori, si suicida con la sua stessa pistola. Presto scoprono la sua innocenza nel caso e che le impronte sulla portiera dell'auto erano state prelevate dal suo appartamento e poste sull'auto per incriminarlo. Il caso porta presto alla migliore amica di Lily, una collega stilista di Hollywood che è stata estromessa dopo che Lily ha scoperto che lei aveva intascato illegalmente denaro che apparteneva allo stato. Mentre l'autista della collega stilista ammette l'omicidio commesso su ordine di lei, gli avvocati Dekker e Rubirosa si fanno strada attraverso i dettagli nella speranza di assicurare alla giustizia il vero colpevole.
- Ispirato all'omicidio di Ronni Chasen.[14]

## La terza condanna
- Titolo originale: Reseda
- Diretto da: Alex Chapple
- Scritto da: David Matthews

### Trama
I detective Morales e Jaruszalski indagano su una rapina in banca con il falso pretesto che il rapinatore abbia rapito il figlio del cassiere di banca. Presto scoprono che il ragazzo è vivo e vegeto a scuola e la foto mostrata al cassiere è stata creata con Photoshop in un vicino internet cafè. Poco dopo si verifica una seconda rapina con le stesse modalità, ma mentre gli investigatori si avvicinano al sospettato, Jaruszalski rischia la vita e una giovane recluta in uniforme perde una gamba in un'esplosione mortale. Quando il caso arriva in tribunale, gli avvocati Dekker e Rubirosa tentano di sferrare una terza condanna all'imputato, dopo le sue precedenti sentenze per omicidio. Tuttavia, dopo che il caso è fallito a causa di prove circostanziali, il procuratore distrettuale Hardin tenta di far assegnare la terza condanna a tutti i costi, cercando di perseguire il rapinatore per il furto di una bicicletta rubata. Dekker deve combattere con la sua coscienza e decidere se chiedere per l'accusato l'ergastolo senza condizionale per una bicicletta rubata.

## Omicidio a luci rosse
- Titolo originale: Runyon Canyon
- Diretto da: Roger Young
- Scritto da: Michael S. Chernuchin

### Trama
I detective Morales e Jaruszalski indagano quando la matricola di medicina Beth Garrett viene trovata strangolata a morte in un parco pubblico a Runyon Canyon. Scoprono che ore prima dell'omicidio, Beth aveva avuto un rapporto sessuale con due dei suoi compagni in una villa in disuso appena fuori dal canyon. Quando i due sospettati negano ogni coinvolgimento nell'omicidio, viene messa in discussione l'innocenza della migliore amica di Beth, poiché sembra che anche lei fosse nella villa la notte della morte di Beth. Viene presto scoperta una pista e tutti e tre i sospettati ammettono di aver violentato Beth, ma tutti affermano che Beth è riuscita a scappare e che nessuno di loro è colpevole di omicidio. Quando l'indagine porta a un pedofilo locale con precedenti condanne per aver rapinato e aggredito ragazze, gli avvocati Dekker e Rubirosa sono costretti a cambiare strategia quando all'ultimo minuto vengono scoperte prove rivoluzionarie. Una confessione di un sospetto che è riuscito a rimanere sotto il radar della polizia diventa l'unica speranza per risolvere il caso.

## Schizofrenia
- Titolo originale: Hayden Tract
- Diretto da: René Balcer
- Scritto da: René Balcer

### Trama
I detective Morales e Jaruszalski indagano quando il folle pistolero Larry Shepard apre il fuoco durante un comizio con la senatrice di stato Celeste Kelman. Durante l'incidente, sette persone innocenti vengono uccise a sangue freddo. Con l'aiuto della tecnologia moderna, gli investigatori riescono a identificare un solido indizio e il possibile movente della sparatoria. Scoprono che Shepard credeva che Kelman avesse rapito sua figlia Ariel e che, uccidendola, avrebbe trovato Ariel viva e vegeta. Tuttavia, si scopre presto che Ariel è, in realtà, un personaggio immaginario di un videogioco che Shepard credeva fosse reale. Morales si preoccupa presto quando Jaruszalski scompare senza lasciare traccia e, a sua insaputa, si è infatti recato in Messico nel tentativo di trovare l'assassino del suo partner Rex Winters. Gli avvocati Dekker e Rubirosa lottano per raggiungere un accordo dopo aver litigato su come gestire il caso.
- Questo episodio originariamente doveva essere il finale di stagione.
- Ispirato alla sparatoria di Tucson del 2011.

## Incendio doloso
- Titolo originale: Big Rock Mesa
- Diretto da: Helen Shaver
- Scritto da: Julie Martin

### Trama
I detective Morales e Jaruszalski indagano quando un devastante incendio si abbatte sulle colline di Malibu. Nel bel mezzo dell'incendio, trovano tre corpi che prima di essere bruciati dal fuoco, avevano subito una qualche forma di grave trauma che ne aveva provocato la morte. Tuttavia, i sospetti si assottigliano presto quando si scopre che al momento della loro morte, l'area in cui sono stati trovati era stata evacuata a causa di un'imminente nuvola di fumo e polvere. Il caso porta a tre vicini che in precedenza avevano avuto problemi con gli occupanti di un locale rifugio per senzatetto, che avevano tentato di entrare nelle loro case per trovare cibo e acqua pulita. Tutti e tre gli imputati confermano presto la storia dell'altro, ma l'arma del delitto mancante minaccia di gettare l'intero caso nel caos. Gli avvocati Dekker e Rubirosa si imbattono in alcune informazioni cruciali per il caso e si rendono conto che uno degli imputati può essere processato per qualcosa di più di un'accusa di omicidio colposo.

## Ricatto in famiglia
- Titolo originale: Angel's Knoll
- Diretto da: Vincent Misiano
- Scritto da: Peter Blauner

### Trama
I detective Morales e Jaruszalski indagano quando il lavoratore del casinò George Patrick viene trovato assassinato nel bagno del suo hotel, dopo un'accesa discussione con suo cugino. Scoprono che la moglie della vittima nonché compagna di lunga data, Christine, aveva rubato soldi dal suo casinò per finanziare altre rapine, permettendole così di fuggire a New York con il suo complice. Tuttavia, appare presto chiaro che gli accusati siano solo parte di una truffa molto più grande. Nel tentativo di condannare la vera mente, gli avvocati Dekker e Rubirosa concludono con riluttanza un accordo con le persone coinvolte. Ma proprio mentre lo fanno, l'avvocato penalista degli imputati accusa il detective Morales di aver ottenuto una confessione attraverso l'intimidazione. Con Morales sospeso per la sua condotta, tocca a Jaruszalski riabilitare il nome del suo partner e scoprire chi sta spingendo i testimoni a mentire in tribunale.
- Questo è l'ultimo episodio in cui compare Alana de La Garza nel ruolo dell'avvocatessa Connie Rubirosa.

## Plummer Park
- Titolo originale: Plummer Park
- Diretto da: Milan Cheylov
- Scritto da: René Balcer

### Trama
I detective Winters e Jaruszalski indagano quando un padre di due figli viene trovato brutalmente assassinato nella sua vasca da bagno. L'indagine porta a una teoria secondo cui i due uomini uccisi da due agenti di polizia all'arrivo a casa della vittima fossero rapitori, che tentavano di estorcere denaro ai ricchi parenti russi della vittima. I detective scoprono presto che i due rapitori morti fanno parte di una banda di quattro uomini che sono arrivati da Mosca per commettere una serie di crimini simili. Quando vengono alla luce le prove relative a un altro rapimento, gli investigatori devono tentare di trovare l'altra vittima prima che anche lei venga uccisa. Gli investigatori parlano con il marito e la figlia della donna rapita e quest'ultima consegna loro un video che i rapitori avevano inviato tramite skype. Quando la donna viene trovata sana e salva, il caso viene gettato sotto una luce completamente nuova quando l'impronta digitale di suo marito corrisponde a un'impronta digitale appartenente a una spia russa, che si era precedentemente infiltrata alla Casa Bianca circa dieci anni prima. Gli avvocati Dekker e Stanton devono agire rapidamente per ottenere una condanna contro i rapitori, prima che i suoi due principali testimoni vengano estradati in Russia per il loro ruolo nell'infiltrazione alla Casa Bianca.
- Altri interpreti: Skyler Day (Mila Ackroyd).
- Questo episodio segna il punto in cui la serie ritorna sui casi indagati da Winters prima della sua morte.

## Testimone scomodo
- Titolo originale: Carthay Circle
- Diretto da: Rod Holcomb
- Scritto da: Debra J. Fisher

### Trama
I detective Winters e Jaruszalski indagano quando Kim Ho Lee, una donna coreana, viene trovata morta dal suo vicino. Sospettano immediatamente dell'omicidio Derrick Joyner, fidanzato della vittima, quando scoprono che la sua carta di credito è stata utilizzata per prenotare un biglietto del treno di sola andata, e che il suo portafoglio è stato trovato in un cassonetto a pochi metri dalla stazione ferroviaria. Tuttavia, i detective fanno una scoperta sorprendente quando il corpo di Derrick viene ritrovato sotto casa sua, ucciso in modo simile alla prima vittima. Il caso porta alla Proposta 128, una votazione contro la quale la seconda vittima si stava battendo, che voleva rendere illegali i matrimoni gay a Los Angeles. Gli investigatori scoprono che Derrick si era imbattuto in alcune irregolarità nelle petizioni di voto - che in realtà si sono rivelate firme falsificate - e che era stato ucciso su ordine del leader della votazione, il senatore di stato Ben Corrigan. Gli avvocati Morales e Price devono decidere se perseguire l'assassino o catturare Corrigan per frode. Il procuratore distrettuale Hardin esorta Morales a concludere un accordo con entrambi gli imputati, ma con suo sgomento, Morales tenta di concludere un accordo alle sue condizioni.

## El Sereno
- Titolo originale: El Sereno
- Diretto da: Jean de Segonzac
- Scritto da: Peter Blauner

### Trama
I detective Winters e Jaruszalski indagano quando una sparatoria in un ufficio provoca diversi morti. Sospettano subito tre lavoratori che quel pomeriggio erano assenti dall'ufficio, ma si capisce subito quale sia il colpevole. Quando il caso arriva in tribunale, gli avvocati Dekker e Stanton devono affrontare l'avvocato dell'imputato che afferma che l'intero caso è basato sulla profilazione razziale, poiché il suo cliente è l'unico dipendente afroamericano dell'azienda. Proprio mentre gli avvocati stanno per respingere la sua richiesta, un video modificato del tenente Arleen Gonzalez viene pubblicato su Internet, sostenendo che la tenente è razzista e perseguita i criminali neri. Dekker si rivolge all'avvocato Morales per chiedere aiuto nel respingere le accuse contro Gonzalez, ma per ottenere un procedimento giudiziario, deve trovare una copia del video originale inedito da presentare alla giuria.

## Il massacro della Appian Way
- Titolo originale: Van Nuys
- Diretto da: Vincent Misiano
- Scritto da: Julie Martin

### Trama
I detective Winters e Jaruszalski indagano quando cinque persone vengono brutalmente assassinate a una festa di compleanno. Scoprono che una scorta di droga è stata trovata in un armadio nel luogo della festa e questa potrebbe suggerire il movente degli omicidi, ma dopo alcune indagini, credono che un caso di scambio di persona possa aver provocato la morte di diverse persone innocenti. Scoprono che la droga in questione è stata rubata da una casa a Palm Springs solo quattro settimane prima - e gli assassini che stavano cercando la droga credevano che gli occupanti della casa fossero i ladri - tuttavia, si scopre presto che la droga era stata messa lì per incastrare gli occupanti. Gli avvocati Morales e Price sono costretti a chiedere l'aiuto dell'avvocato Dekker per condannare il colpevole. Ma quando il caso arriva in tribunale, Dekker è sorpreso quando l'imputato si dichiara non colpevole per infermità mentale.
- Altri interpreti: Bob Saget (Adam Brennan).

## Padri e figli
- Titolo originale: Westwood
- Diretto da: Christine Moore
- Scritto da: Julie Martin

### Trama
I detective Winters e Jaruszalski indagano quando lo studente Javier Gomez viene trovato assassinato nel campus dell'UCLA. Scoprono che Javi era sulle tracce di un investigatore privato che aveva curiosato su sua sorella su istruzione del padre del suo ragazzo. In quanto tale, il padre del suo ragazzo è sospettato dell'omicidio di Javi, ma proprio mentre sta per essere processato, viene trovato assassinato. Il padre di Javi ammette immediatamente l'omicidio, ma afferma di aver agito per legittima difesa dopo che la vittima lo ha colpito con una pala. Tuttavia, un rapporto balistico non riesce a confermare la sua storia e, come tale, gli avvocati Morales e Price devono stabilire se l'accusato sta mentendo o se qualcun altro è colpevole di omicidio. Con un testimone che ha mentito sul banco dei testimoni, un padre iperprotettivo nei confronti della figlia e più di un resoconto degli eventi, Morales deve scoprire la verità prima che sia troppo tardi.